# Gustav Mücke
Gustav Werner Mücke (* 1. Juli 1907 in Düsseldorf; † 31. Juli 2006) war ein deutscher Archivar.

## Leben
Mücke, Sohn des evangelischen Postbeamten Ludwig Mücke (1872–1953), besuchte drei Jahre das Prinz-Georg-Gymnasium in Düsseldorf und wechselte dann auf die Scharnhorst-Oberrealschule, wo er 1927 die Reifeprüfung bestand. Er studierte an den Universitäten Tübingen, Marburg und Bonn zunächst Theologie, später Philologie. Zum 1. Juni 1930 trat Mücke der NSDAP bei (Mitgliedsnummer 258.985). Anfang 1935 wurde er an der Rheinischen Friedrich-Wilhelms-Universität Bonn mit einer Arbeit über Karl Ludwig von Keverberg als Unterpräfekt in Kleve promoviert. In der Stadtverwaltung Düsseldorf unter Oberbürgermeister Hans Wagenführ (NSDAP) wurde Mücke 1935 – als Nachfolger des zum Institut der Elsass-Lothringer im Reich versetzten Archivleiters Paul Wentzcke – zunächst probeweise als Stadtarchivar in den städtischen Dienst eingestellt und bereits am 1. Juli 1936 zum Beamten ernannt. Ebenfalls ab 1935 leitete Mücke die Kreisdienststelle Düsseldorf zur Förderung des deutschen Schrifttums. Am 20. Mai 1942 wurde er zur Organisation Rosenberg in den besetzten Gebieten im Osten abkommandiert, woraufhin die praktische Leitung des Stadtarchivs von Paul Kauhausen übernommen wurde. Nach dem Krieg kehrte er nicht auf seinen Düsseldorfer Posten zurück. Im Jahre 1960 wurde er Kreisarchivar des Landkreises Moers.